# Étoile de Bessèges 2020
 (février 2020).
L'Étoile de Bessèges 2020 est la 50e édition de cette course cycliste par étapes masculine. Elle a lieu en France du 5 au 9 février 2020 entre Bellegarde et Alès sur un parcours de 610,67 km et fait partie du calendrier UCI Europe Tour 2020 en catégorie 2.1.

## Présentation

### Parcours
L'Étoile de Bessèges est tracé sur cinq étapes, dont par un contre-la-montre individuel de 10,7 kilomètres, en guise de dernière étape. La 4e étape propose une arrivée au mont Bouquet, une ascension très pentue.

### Équipes
20 équipes participent à la course - 7 WorldTeams, 8 ProTeams et 5 équipes continentales :
| WorldTeams (7)- AG2R La Mondiale - Groupama-FDJ - Cofidis - NTT Pro Cycling - CCC Team - Trek-Segafredo - EF Pro Cycling ProTeams (8)- B&B Hotels-Vital Concept p/b KTM - Arkéa-Samsic - Nippo Delko One Provence - Total Direct Énergie - Circus-Wanty Gobert - Sport Vlaanderen-Baloise - Alpecin-Fenix - Bingoal-Wallonie Bruxelles Équipes continentales (5)- Saint Michel-Auber 93 - Natura4Ever-Roubaix Lille Métropole - Equipo Kern Pharma - Cambodia Cycling Academy - Beltrami TSA-Marchiol |
| |

## Étapes
| Étape     | Date   | Villes étapes               | type                        | Distance (km) | Dénivelé (m) | Vainqueur d'étape   | Leader du classement général |
| --------- | ------ | --------------------------- | --------------------------- | ------------- | ------------ | ------------------- | ---------------------------- |
| 1re étape | 5 fév. | Bellegarde – Bellegarde     | étape de plaine             | 139,56        | 750 m        | Alexys Brunel       | Alexys Brunel                |
| 2e étape  | 6 fév. | Milhaud – Poulx             | étape vallonnée             | 158,31        | 1 959 m      | Magnus Cort Nielsen | Alexys Brunel                |
| 3e étape  | 7 fév. | Bessèges – Bessèges         | étape vallonnée             | 162,24        | 414 m        | Dries De Bondt      | Alexys Brunel                |
| 4e étape  | 8 fév. | pont du Gard – mont Bouquet | étape vallonnée             | 139,68        | 2 689 m      | Ben O'Connor        | Benoît Cosnefroy             |
| 5e étape  | 9 fév. | Alès – Alès                 | contre-la-montre individuel | 10,88         | 278 m        | Alberto Bettiol     | Benoît Cosnefroy             |

## Déroulement de la course

### 1reétape
Une échappée de trois coureurs avec Ibon Ruiz, Lindsay De Vylder et Samy Aurignac ne résiste qu'une trentaine de kilomètres. Un fort vent engendre plusieurs groupes de coureurs et par moments certains se rejoignent. Après des dizaines de mouvements en tête de course, Alexys Brunel a quatre kilomètres de l'arrivée, revient vers un petit groupe et les dépasse. Benoît Cosnefroy essaie de le rejoindre dans la côte finale, mais Brunel a pris assez d'avance pour s'imposer,.
| \| Classement de l'étape \| Classement de l'étape \| Classement de l'étape \| Classement de l'étape \| Classement de l'étape \| \| Coureur \| Coureur \| Pays \| Équipe \| Temps \| \| --------------------- \| --------------------- \| --------------------- \| -------------------------------- \| --------------------- \| \| 1er \| Alexys Brunel \| France \| Groupama-FDJ \| 3 h 20 min 43 s \| \| 2e \| Benoît Cosnefroy \| France \| AG2R La Mondiale \| + 1 s \| \| 3e \| Edward Planckaert \| Belgique \| Sport Vlaanderen-Baloise \| + 3 s \| \| 4e \| Alex Kirsch \| Luxembourg \| Trek-Segafredo \| + 5 s \| \| 5e \| Scott Thwaites \| Royaume-Uni \| Alpecin-Fenix \| + 8 s \| \| 6e \| Kevin Geniets \| Luxembourg \| Groupama-FDJ \| + 8 s \| \| 7e \| Gijs Van Hoecke \| Belgique \| CCC Team \| + 8 s \| \| 8e \| Lilian Calmejane \| France \| Total Direct Énergie \| + 8 s \| \| 9e \| Arthur Vichot \| France \| B&B Hotels-Vital Concept p/b KTM \| + 8 s \| \| 10e \| Flavien Maurelet \| France \| Saint Michel-Auber 93 \| + 13 s \| |                   |             |                                  |                 |
| |                   |             |                                  |                 |
| Source : ProCyclingStats |                   |             |                                  |                 |
| Classement de l'étape |                   |             |                                  |                 |
| Coureur | Coureur           | Pays        | Équipe                           | Temps           |
| 1er | Alexys Brunel     | France      | Groupama-FDJ                     | 3 h 20 min 43 s |
| 2e | Benoît Cosnefroy  | France      | AG2R La Mondiale                 | + 1 s           |
| 3e | Edward Planckaert | Belgique    | Sport Vlaanderen-Baloise         | + 3 s           |
| 4e | Alex Kirsch       | Luxembourg  | Trek-Segafredo                   | + 5 s           |
| 5e | Scott Thwaites    | Royaume-Uni | Alpecin-Fenix                    | + 8 s           |
| 6e | Kevin Geniets     | Luxembourg  | Groupama-FDJ                     | + 8 s           |
| 7e | Gijs Van Hoecke   | Belgique    | CCC Team                         | + 8 s           |
| 8e | Lilian Calmejane  | France      | Total Direct Énergie             | + 8 s           |
| 9e | Arthur Vichot     | France      | B&B Hotels-Vital Concept p/b KTM | + 8 s           |
| 10e | Flavien Maurelet  | France      | Saint Michel-Auber 93            | + 13 s          |

| \| Classement général \| Classement général \| Classement général \| Classement général \| Classement général \| \| Coureur \| Coureur \| Pays \| Équipe \| Temps \| \| ------------------ \| ------------------ \| ------------------ \| -------------------------------- \| ------------------ \| \| 1er \| Alexys Brunel \| France \| Groupama-FDJ \| 3 h 20 min 43 s \| \| 2e \| Benoît Cosnefroy \| France \| AG2R La Mondiale \| + 3 s \| \| 3e \| Edward Planckaert \| Belgique \| Sport Vlaanderen-Baloise \| + 10 s \| \| 4e \| Alex Kirsch \| Luxembourg \| Trek-Segafredo \| + 16 s \| \| 5e \| Kevin Geniets \| Luxembourg \| Groupama-FDJ \| + 17 s \| \| 6e \| Scott Thwaites \| Royaume-Uni \| Alpecin-Fenix \| + 19 s \| \| 7e \| Gijs Van Hoecke \| Belgique \| CCC Team \| + 19 s \| \| 8e \| Lilian Calmejane \| France \| Total Direct Énergie \| + 19 s \| \| 9e \| Arthur Vichot \| France \| B&B Hotels-Vital Concept p/b KTM \| + 19 s \| \| 10e \| Flavien Maurelet \| France \| Saint Michel-Auber 93 \| + 24 s \| |                   |             |                                  |                 |
| |                   |             |                                  |                 |
| Source : ProCyclingStats |                   |             |                                  |                 |
| Classement général |                   |             |                                  |                 |
| Coureur | Coureur           | Pays        | Équipe                           | Temps           |
| 1er | Alexys Brunel     | France      | Groupama-FDJ                     | 3 h 20 min 43 s |
| 2e | Benoît Cosnefroy  | France      | AG2R La Mondiale                 | + 3 s           |
| 3e | Edward Planckaert | Belgique    | Sport Vlaanderen-Baloise         | + 10 s          |
| 4e | Alex Kirsch       | Luxembourg  | Trek-Segafredo                   | + 16 s          |
| 5e | Kevin Geniets     | Luxembourg  | Groupama-FDJ                     | + 17 s          |
| 6e | Scott Thwaites    | Royaume-Uni | Alpecin-Fenix                    | + 19 s          |
| 7e | Gijs Van Hoecke   | Belgique    | CCC Team                         | + 19 s          |
| 8e | Lilian Calmejane  | France      | Total Direct Énergie             | + 19 s          |
| 9e | Arthur Vichot     | France      | B&B Hotels-Vital Concept p/b KTM | + 19 s          |
| 10e | Flavien Maurelet  | France      | Saint Michel-Auber 93            | + 24 s          |

### 2eétape
| \| Classement de l'étape \| Classement de l'étape \| Classement de l'étape \| Classement de l'étape \| Classement de l'étape \| \| Coureur \| Coureur \| Pays \| Équipe \| Temps \| \| --------------------- \| --------------------- \| --------------------- \| ----------------------------------- \| --------------------- \| \| 1er \| Magnus Cort Nielsen \| Danemark \| EF Pro Cycling \| 3 h 47 min 46 s \| \| 2e \| Edvald Boasson Hagen \| Norvège \| NTT Pro Cycling \| + 0 s \| \| 3e \| Tom Devriendt \| Belgique \| Circus-Wanty Gobert \| + 0 s \| \| 4e \| Anthony Turgis \| France \| Total Direct Énergie \| + 0 s \| \| 5e \| Emiel Vermeulen \| Belgique \| Natura4Ever-Roubaix Lille Métropole \| + 0 s \| \| 6e \| Alexander Krieger \| Allemagne \| Alpecin-Fenix \| + 0 s \| \| 7e \| Pierre Barbier \| France \| Nippo-Delko One Provence \| + 0 s \| \| 8e \| Clément Venturini \| France \| AG2R La Mondiale \| + 0 s \| \| 9e \| Roy Jans \| Belgique \| Alpecin-Fenix \| + 0 s \| \| 10e \| Biniam Girmay \| Érythrée \| Nippo-Delko One Provence \| + 0 s \| |                      |           |                                     |                 |
| |                      |           |                                     |                 |
| Source : ProCyclingStats |                      |           |                                     |                 |
| Classement de l'étape |                      |           |                                     |                 |
| Coureur | Coureur              | Pays      | Équipe                              | Temps           |
| 1er | Magnus Cort Nielsen  | Danemark  | EF Pro Cycling                      | 3 h 47 min 46 s |
| 2e | Edvald Boasson Hagen | Norvège   | NTT Pro Cycling                     | + 0 s           |
| 3e | Tom Devriendt        | Belgique  | Circus-Wanty Gobert                 | + 0 s           |
| 4e | Anthony Turgis       | France    | Total Direct Énergie                | + 0 s           |
| 5e | Emiel Vermeulen      | Belgique  | Natura4Ever-Roubaix Lille Métropole | + 0 s           |
| 6e | Alexander Krieger    | Allemagne | Alpecin-Fenix                       | + 0 s           |
| 7e | Pierre Barbier       | France    | Nippo-Delko One Provence            | + 0 s           |
| 8e | Clément Venturini    | France    | AG2R La Mondiale                    | + 0 s           |
| 9e | Roy Jans             | Belgique  | Alpecin-Fenix                       | + 0 s           |
| 10e | Biniam Girmay        | Érythrée  | Nippo-Delko One Provence            | + 0 s           |

| \| Classement général \| Classement général \| Classement général \| Classement général \| Classement général \| \| Coureur \| Coureur \| Pays \| Équipe \| Temps \| \| ------------------ \| ------------------ \| ------------------ \| -------------------------------- \| ------------------ \| \| 1er \| Alexys Brunel \| France \| Groupama-FDJ \| 7 h 08 min 18 s \| \| 2e \| Benoît Cosnefroy \| France \| AG2R La Mondiale \| + 3 s \| \| 3e \| Edward Planckaert \| Belgique \| Sport Vlaanderen-Baloise \| + 10 s \| \| 4e \| Alex Kirsch \| Luxembourg \| Trek-Segafredo \| + 16 s \| \| 5e \| Kevin Geniets \| Luxembourg \| Groupama-FDJ \| + 17 s \| \| 6e \| Gijs Van Hoecke \| Belgique \| CCC Team \| + 19 s \| \| 7e \| Lilian Calmejane \| France \| Total Direct Énergie \| + 19 s \| \| 8e \| Scott Thwaites \| Royaume-Uni \| Alpecin-Fenix \| + 19 s \| \| 9e \| Arthur Vichot \| France \| B&B Hotels-Vital Concept p/b KTM \| + 19 s \| \| 10e \| Flavien Maurelet \| France \| Saint Michel-Auber 93 \| + 24 s \| |                   |             |                                  |                 |
| |                   |             |                                  |                 |
| Source : ProCyclingStats |                   |             |                                  |                 |
| Classement général |                   |             |                                  |                 |
| Coureur | Coureur           | Pays        | Équipe                           | Temps           |
| 1er | Alexys Brunel     | France      | Groupama-FDJ                     | 7 h 08 min 18 s |
| 2e | Benoît Cosnefroy  | France      | AG2R La Mondiale                 | + 3 s           |
| 3e | Edward Planckaert | Belgique    | Sport Vlaanderen-Baloise         | + 10 s          |
| 4e | Alex Kirsch       | Luxembourg  | Trek-Segafredo                   | + 16 s          |
| 5e | Kevin Geniets     | Luxembourg  | Groupama-FDJ                     | + 17 s          |
| 6e | Gijs Van Hoecke   | Belgique    | CCC Team                         | + 19 s          |
| 7e | Lilian Calmejane  | France      | Total Direct Énergie             | + 19 s          |
| 8e | Scott Thwaites    | Royaume-Uni | Alpecin-Fenix                    | + 19 s          |
| 9e | Arthur Vichot     | France      | B&B Hotels-Vital Concept p/b KTM | + 19 s          |
| 10e | Flavien Maurelet  | France      | Saint Michel-Auber 93            | + 24 s          |

### 3eétape
| \| Classement de l'étape \| Classement de l'étape \| Classement de l'étape \| Classement de l'étape \| Classement de l'étape \| \| Coureur \| Coureur \| Pays \| Équipe \| Temps \| \| --------------------- \| --------------------- \| --------------------- \| ----------------------------------- \| --------------------- \| \| 1er \| Dries De Bondt \| Belgique \| Alpecin-Fenix \| 3 h 54 min 56 s \| \| 2e \| Georg Zimmermann \| Allemagne \| CCC Team \| + 0 s \| \| 3e \| Magnus Cort Nielsen \| Danemark \| EF Pro Cycling \| + 2 s \| \| 4e \| Roy Jans \| Belgique \| Alpecin-Fenix \| + 2 s \| \| 5e \| Clément Venturini \| France \| AG2R La Mondiale \| + 2 s \| \| 6e \| Emiel Vermeulen \| Belgique \| Natura4Ever-Roubaix Lille Métropole \| + 2 s \| \| 7e \| Tom Devriendt \| Belgique \| Circus-Wanty Gobert \| + 2 s \| \| 8e \| Lionel Taminiaux \| Belgique \| Bingoal-Wallonie Bruxelles \| + 2 s \| \| 9e \| Robbe Ghys \| Belgique \| Sport Vlaanderen-Baloise \| + 2 s \| \| 10e \| Nicolò Parisini \| Italie \| Beltrami TSA-Marchiol \| + 2 s \| |                     |           |                                     |                 |
| |                     |           |                                     |                 |
| Source : ProCyclingStats |                     |           |                                     |                 |
| Classement de l'étape |                     |           |                                     |                 |
| Coureur | Coureur             | Pays      | Équipe                              | Temps           |
| 1er | Dries De Bondt      | Belgique  | Alpecin-Fenix                       | 3 h 54 min 56 s |
| 2e | Georg Zimmermann    | Allemagne | CCC Team                            | + 0 s           |
| 3e | Magnus Cort Nielsen | Danemark  | EF Pro Cycling                      | + 2 s           |
| 4e | Roy Jans            | Belgique  | Alpecin-Fenix                       | + 2 s           |
| 5e | Clément Venturini   | France    | AG2R La Mondiale                    | + 2 s           |
| 6e | Emiel Vermeulen     | Belgique  | Natura4Ever-Roubaix Lille Métropole | + 2 s           |
| 7e | Tom Devriendt       | Belgique  | Circus-Wanty Gobert                 | + 2 s           |
| 8e | Lionel Taminiaux    | Belgique  | Bingoal-Wallonie Bruxelles          | + 2 s           |
| 9e | Robbe Ghys          | Belgique  | Sport Vlaanderen-Baloise            | + 2 s           |
| 10e | Nicolò Parisini     | Italie    | Beltrami TSA-Marchiol               | + 2 s           |

| \| Classement général \| Classement général \| Classement général \| Classement général \| Classement général \| \| Coureur \| Coureur \| Pays \| Équipe \| Temps \| \| ------------------ \| ------------------ \| ------------------ \| -------------------------------- \| ------------------ \| \| 1er \| Alexys Brunel \| France \| Groupama-FDJ \| 11 h 03 min 16 s \| \| 2e \| Benoît Cosnefroy \| France \| AG2R La Mondiale \| + 3 s \| \| 3e \| Edward Planckaert \| Belgique \| Sport Vlaanderen-Baloise \| + 10 s \| \| 4e \| Alex Kirsch \| Luxembourg \| Trek-Segafredo \| + 16 s \| \| 5e \| Kevin Geniets \| Luxembourg \| Groupama-FDJ \| + 17 s \| \| 6e \| Scott Thwaites \| Royaume-Uni \| Alpecin-Fenix \| + 19 s \| \| 7e \| Gijs Van Hoecke \| Belgique \| CCC Team \| + 19 s \| \| 8e \| Lilian Calmejane \| France \| Total Direct Énergie \| + 19 s \| \| 9e \| Arthur Vichot \| France \| B&B Hotels-Vital Concept p/b KTM \| + 19 s \| \| 10e \| Flavien Maurelet \| France \| Saint Michel-Auber 93 \| + 24 s \| |                   |             |                                  |                  |
| |                   |             |                                  |                  |
| Source : ProCyclingStats |                   |             |                                  |                  |
| Classement général |                   |             |                                  |                  |
| Coureur | Coureur           | Pays        | Équipe                           | Temps            |
| 1er | Alexys Brunel     | France      | Groupama-FDJ                     | 11 h 03 min 16 s |
| 2e | Benoît Cosnefroy  | France      | AG2R La Mondiale                 | + 3 s            |
| 3e | Edward Planckaert | Belgique    | Sport Vlaanderen-Baloise         | + 10 s           |
| 4e | Alex Kirsch       | Luxembourg  | Trek-Segafredo                   | + 16 s           |
| 5e | Kevin Geniets     | Luxembourg  | Groupama-FDJ                     | + 17 s           |
| 6e | Scott Thwaites    | Royaume-Uni | Alpecin-Fenix                    | + 19 s           |
| 7e | Gijs Van Hoecke   | Belgique    | CCC Team                         | + 19 s           |
| 8e | Lilian Calmejane  | France      | Total Direct Énergie             | + 19 s           |
| 9e | Arthur Vichot     | France      | B&B Hotels-Vital Concept p/b KTM | + 19 s           |
| 10e | Flavien Maurelet  | France      | Saint Michel-Auber 93            | + 24 s           |

### 4eétape
| \| Classement de l'étape \| Classement de l'étape \| Classement de l'étape \| Classement de l'étape \| Classement de l'étape \| \| Coureur \| Coureur \| Pays \| Équipe \| Temps \| \| --------------------- \| ---------------------- \| --------------------- \| -------------------------- \| --------------------- \| \| 1er \| Ben O'Connor \| Australie \| NTT Pro Cycling \| 3 h 20 min 29 s \| \| 2e \| Simon Clarke \| Australie \| EF Pro Cycling \| + 16 s \| \| 3e \| Kamil Małecki \| Pologne \| CCC Team \| + 16 s \| \| 4e \| Alberto Bettiol \| Italie \| EF Pro Cycling \| + 26 s \| \| 5e \| Benoît Cosnefroy \| France \| AG2R La Mondiale \| + 29 s \| \| 6e \| Diego Rosa \| Italie \| Arkéa-Samsic \| + 33 s \| \| 7e \| Laurens Huys \| Belgique \| Bingoal-Wallonie Bruxelles \| + 36 s \| \| 8e \| Nicolas Edet \| France \| Cofidis \| + 36 s \| \| 9e \| Aurélien Paret-Peintre \| France \| AG2R La Mondiale \| + 38 s \| \| 10e \| Daniel Méndez \| Colombie \| Equipo Kern Pharma \| + 41 s \| |                        |           |                            |                 |
| |                        |           |                            |                 |
| Source : ProCyclingStats |                        |           |                            |                 |
| Classement de l'étape |                        |           |                            |                 |
| Coureur | Coureur                | Pays      | Équipe                     | Temps           |
| 1er | Ben O'Connor           | Australie | NTT Pro Cycling            | 3 h 20 min 29 s |
| 2e | Simon Clarke           | Australie | EF Pro Cycling             | + 16 s          |
| 3e | Kamil Małecki          | Pologne   | CCC Team                   | + 16 s          |
| 4e | Alberto Bettiol        | Italie    | EF Pro Cycling             | + 26 s          |
| 5e | Benoît Cosnefroy       | France    | AG2R La Mondiale           | + 29 s          |
| 6e | Diego Rosa             | Italie    | Arkéa-Samsic               | + 33 s          |
| 7e | Laurens Huys           | Belgique  | Bingoal-Wallonie Bruxelles | + 36 s          |
| 8e | Nicolas Edet           | France    | Cofidis                    | + 36 s          |
| 9e | Aurélien Paret-Peintre | France    | AG2R La Mondiale           | + 38 s          |
| 10e | Daniel Méndez          | Colombie  | Equipo Kern Pharma         | + 41 s          |

| \| Classement général \| Classement général \| Classement général \| Classement général \| Classement général \| \| Coureur \| Coureur \| Pays \| Équipe \| Temps \| \| ------------------ \| ---------------------- \| ------------------ \| -------------------------- \| ------------------ \| \| 1er \| Benoît Cosnefroy \| France \| AG2R La Mondiale \| 14 h 24 min 17 s \| \| 2e \| Alexys Brunel \| France \| Groupama-FDJ \| + 24 s \| \| 3e \| Alberto Bettiol \| Italie \| EF Pro Cycling \| + 40 s \| \| 4e \| Lilian Calmejane \| France \| Total Direct Énergie \| + 43 s \| \| 5e \| Kevin Geniets \| Luxembourg \| Groupama-FDJ \| + 45 s \| \| 6e \| Edward Planckaert \| Belgique \| Sport Vlaanderen-Baloise \| + 1 min 12 s \| \| 7e \| Aurélien Paret-Peintre \| France \| AG2R La Mondiale \| + 1 min 25 s \| \| 8e \| Laurens Huys \| Belgique \| Bingoal-Wallonie Bruxelles \| + 1 min 28 s \| \| 9e \| Damien Touzé \| France \| Cofidis \| + 1 min 29 s \| \| 10e \| Daniel Méndez \| Colombie \| Equipo Kern Pharma \| + 1 min 33 s \| |                        |            |                            |                  |
| |                        |            |                            |                  |
| Source : ProCyclingStats |                        |            |                            |                  |
| Classement général |                        |            |                            |                  |
| Coureur | Coureur                | Pays       | Équipe                     | Temps            |
| 1er | Benoît Cosnefroy       | France     | AG2R La Mondiale           | 14 h 24 min 17 s |
| 2e | Alexys Brunel          | France     | Groupama-FDJ               | + 24 s           |
| 3e | Alberto Bettiol        | Italie     | EF Pro Cycling             | + 40 s           |
| 4e | Lilian Calmejane       | France     | Total Direct Énergie       | + 43 s           |
| 5e | Kevin Geniets          | Luxembourg | Groupama-FDJ               | + 45 s           |
| 6e | Edward Planckaert      | Belgique   | Sport Vlaanderen-Baloise   | + 1 min 12 s     |
| 7e | Aurélien Paret-Peintre | France     | AG2R La Mondiale           | + 1 min 25 s     |
| 8e | Laurens Huys           | Belgique   | Bingoal-Wallonie Bruxelles | + 1 min 28 s     |
| 9e | Damien Touzé           | France     | Cofidis                    | + 1 min 29 s     |
| 10e | Daniel Méndez          | Colombie   | Equipo Kern Pharma         | + 1 min 33 s     |

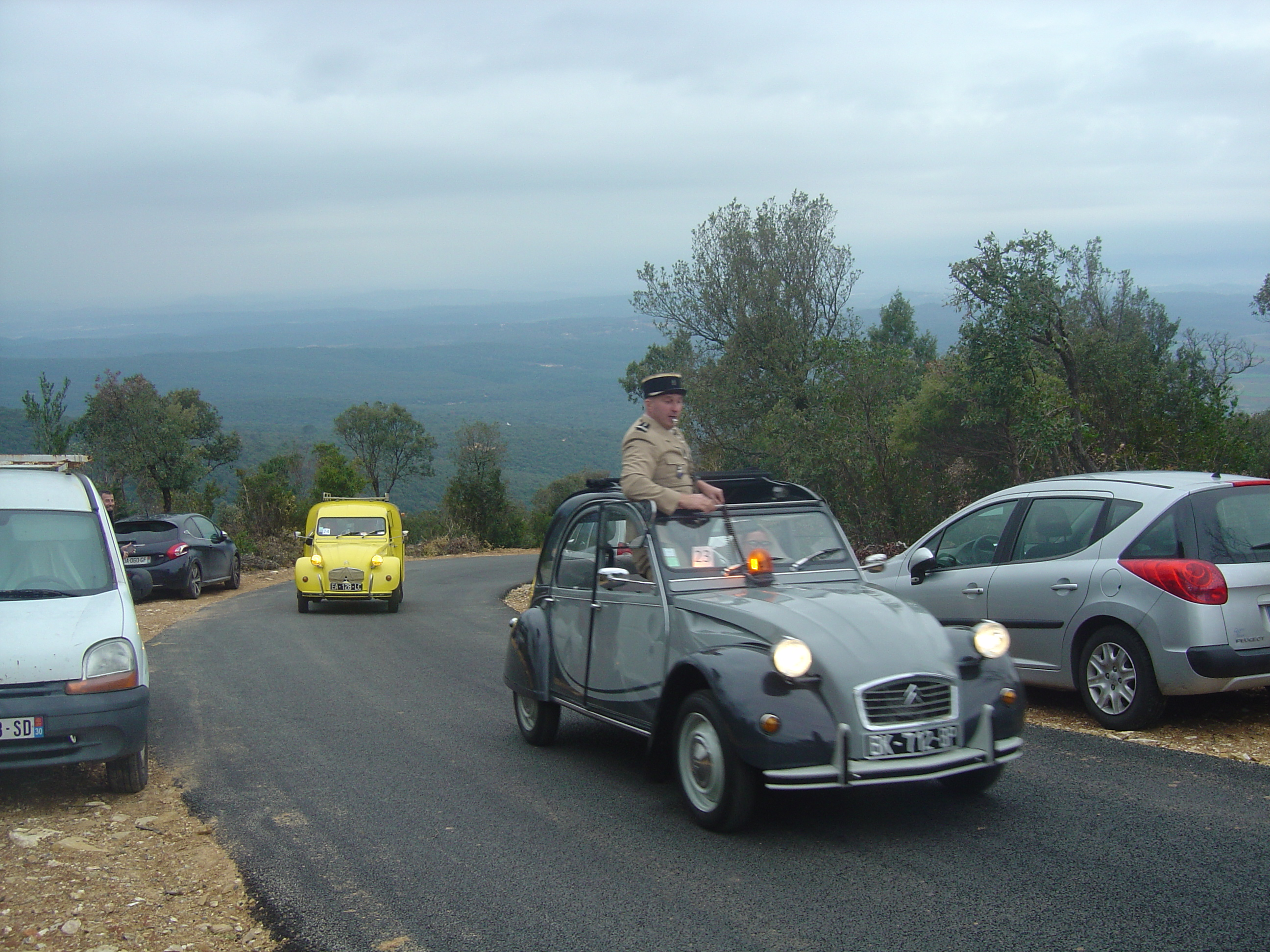
Caravane au mont Bouquet lors de la 4e étape .
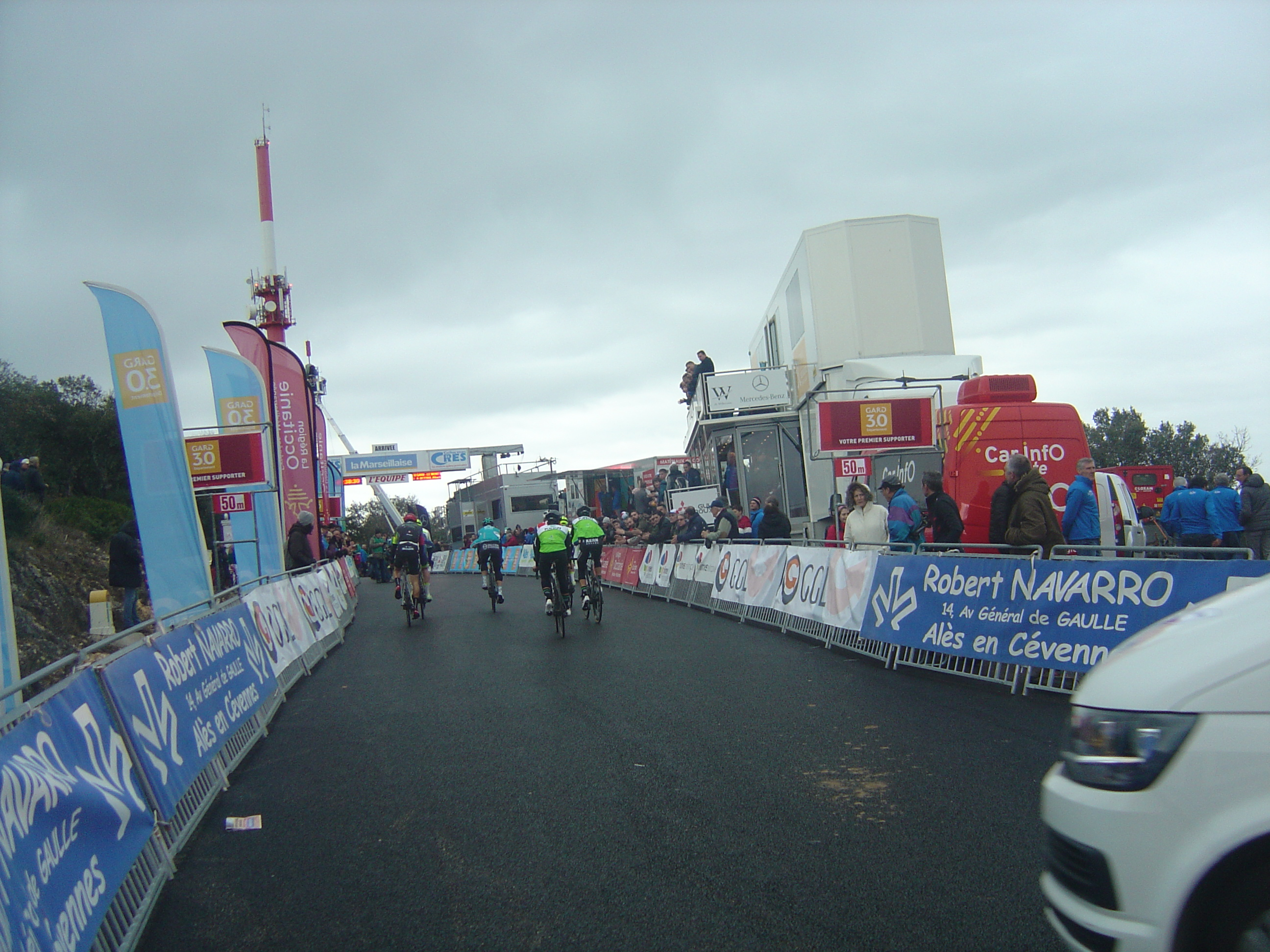
Coureurs attardés arrivant au sommet du mont Bouquet.
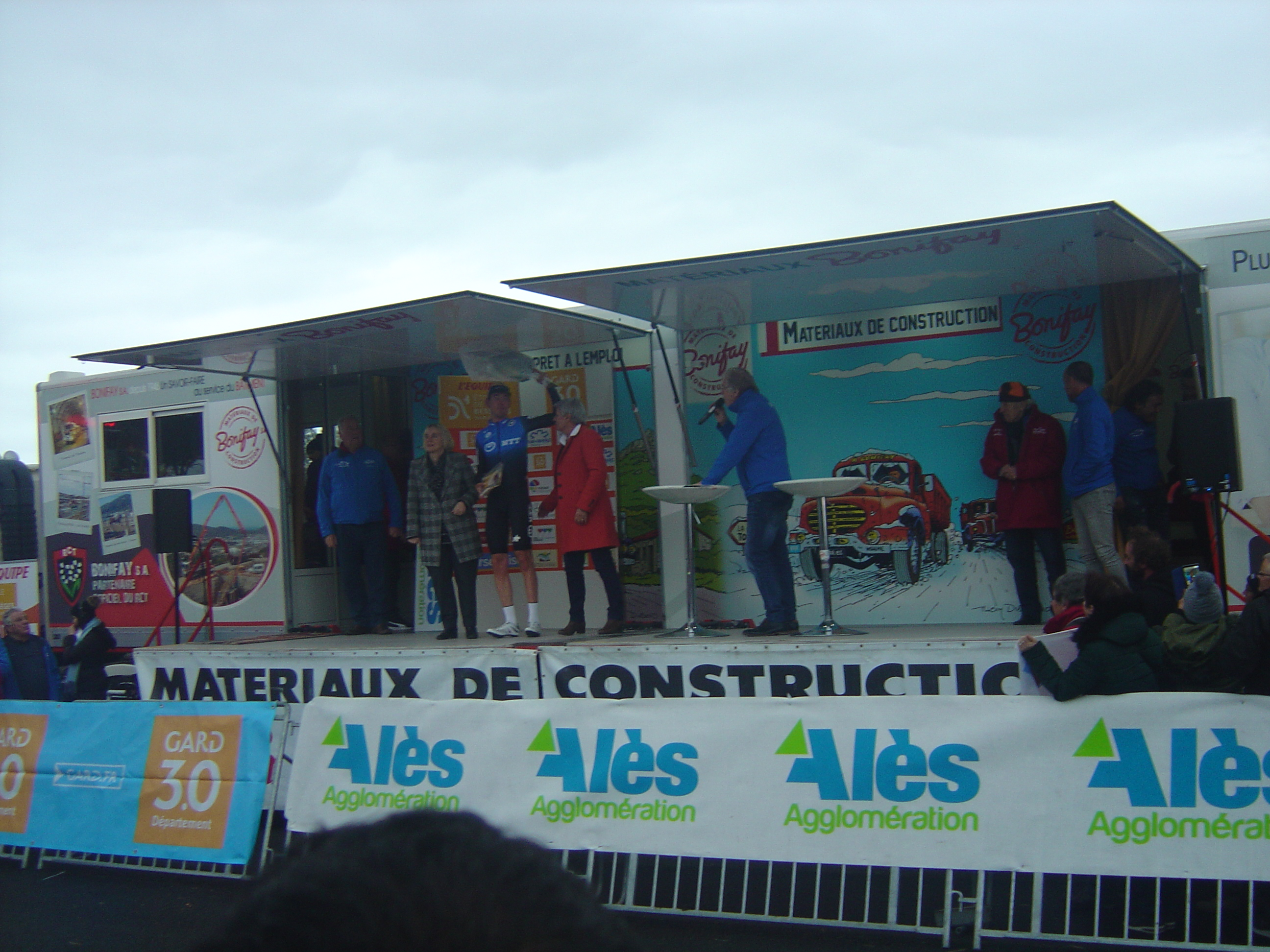
Ben O'Connor vainqueur de la 4e étape.
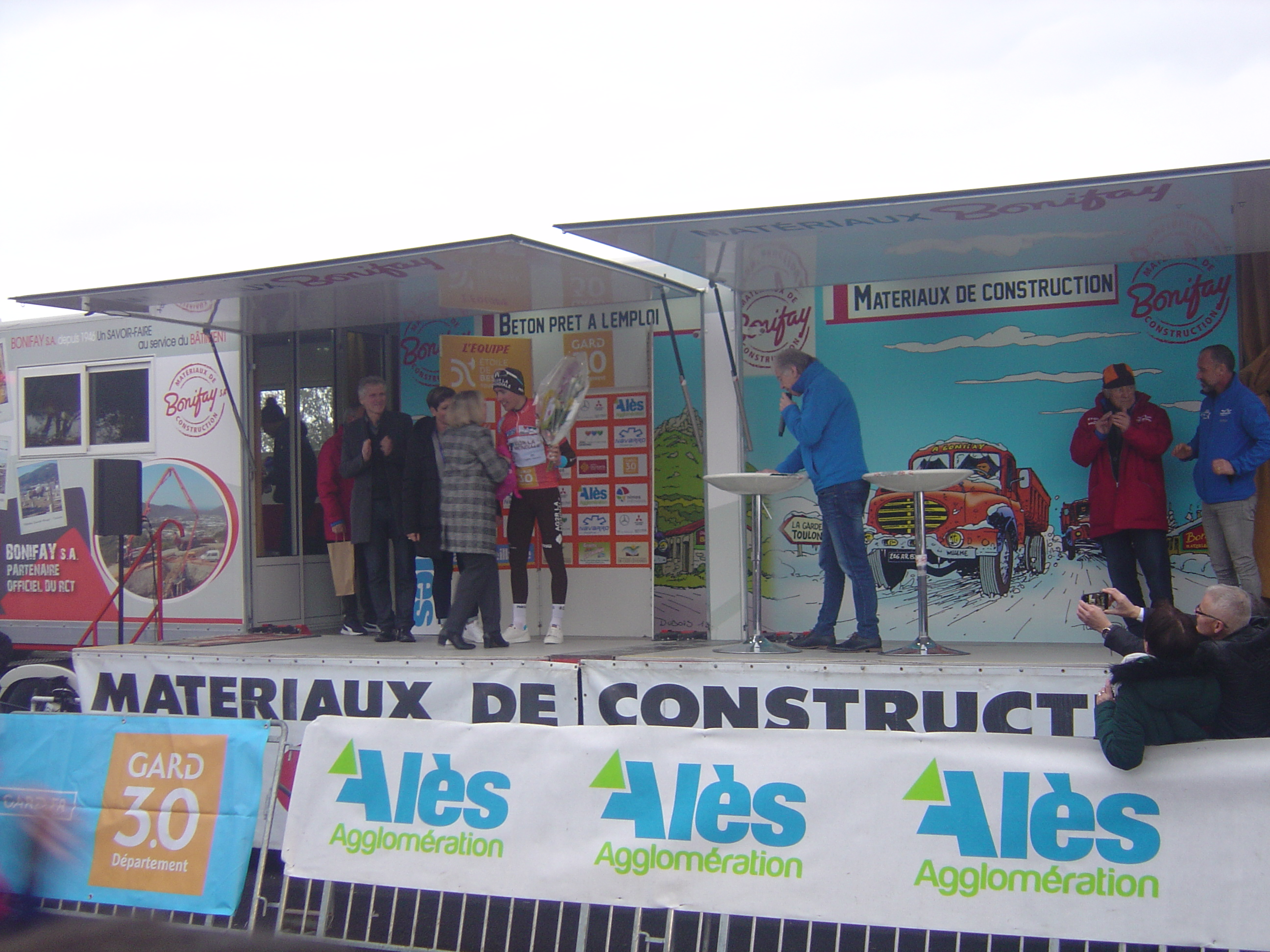
Benoît Cosnefroy leader du classement général au soir de la 4e étape.

### 5eétape
| \| Classement de l'étape \| Classement de l'étape \| Classement de l'étape \| Classement de l'étape \| Classement de l'étape \| \| Coureur \| Coureur \| Pays \| Équipe \| Temps \| \| --------------------- \| ---------------------- \| --------------------- \| --------------------- \| --------------------- \| \| 1er \| Alberto Bettiol \| Italie \| EF Pro Cycling \| 15 min 13 s \| \| 2e \| Magnus Cort Nielsen \| Danemark \| EF Pro Cycling \| + 9 s \| \| 3e \| Pierre Latour \| France \| AG2R La Mondiale \| + 15 s \| \| 4e \| Alexys Brunel \| France \| Groupama-FDJ \| + 17 s \| \| 5e \| Michael Valgren \| Danemark \| NTT Pro Cycling \| + 24 s \| \| 6e \| Ben O'Connor \| Australie \| NTT Pro Cycling \| + 25 s \| \| 7e \| Benoît Cosnefroy \| France \| AG2R La Mondiale \| + 27 s \| \| 8e \| Aurélien Paret-Peintre \| France \| AG2R La Mondiale \| + 28 s \| \| 9e \| Edvald Boasson Hagen \| Norvège \| NTT Pro Cycling \| + 29 s \| \| 10e \| Kamil Małecki \| Pologne \| CCC Team \| + 31 s \| |                        |           |                  |             |
| |                        |           |                  |             |
| Source : ProCyclingStats |                        |           |                  |             |
| Classement de l'étape |                        |           |                  |             |
| Coureur | Coureur                | Pays      | Équipe           | Temps       |
| 1er | Alberto Bettiol        | Italie    | EF Pro Cycling   | 15 min 13 s |
| 2e | Magnus Cort Nielsen    | Danemark  | EF Pro Cycling   | + 9 s       |
| 3e | Pierre Latour          | France    | AG2R La Mondiale | + 15 s      |
| 4e | Alexys Brunel          | France    | Groupama-FDJ     | + 17 s      |
| 5e | Michael Valgren        | Danemark  | NTT Pro Cycling  | + 24 s      |
| 6e | Ben O'Connor           | Australie | NTT Pro Cycling  | + 25 s      |
| 7e | Benoît Cosnefroy       | France    | AG2R La Mondiale | + 27 s      |
| 8e | Aurélien Paret-Peintre | France    | AG2R La Mondiale | + 28 s      |
| 9e | Edvald Boasson Hagen   | Norvège   | NTT Pro Cycling  | + 29 s      |
| 10e | Kamil Małecki          | Pologne   | CCC Team         | + 31 s      |

## Classements finals

### Classement général
| \| Classement général \| Classement général \| Classement général \| Classement général \| Classement général \| \| Coureur \| Coureur \| Pays \| Équipe \| Temps \| \| ------------------ \| ---------------------- \| ------------------ \| -------------------------------- \| ------------------ \| \| 1er \| Benoît Cosnefroy \| France \| AG2R La Mondiale \| 14 h 39 min 57 s \| \| 2e \| Alberto Bettiol \| Italie \| EF Pro Cycling \| + 13 s \| \| 3e \| Alexys Brunel \| France \| Groupama-FDJ \| + 14 s \| \| 4e \| Kevin Geniets \| Luxembourg \| Groupama-FDJ \| + 1 min 02 s \| \| 5e \| Lilian Calmejane \| France \| Total Direct Énergie \| + 1 min 05 s \| \| 6e \| Aurélien Paret-Peintre \| France \| AG2R La Mondiale \| + 1 min 26 s \| \| 7e \| Damien Touzé \| France \| Cofidis \| + 1 min 45 s \| \| 8e \| Aimé De Gendt \| Belgique \| Circus-Wanty Gobert \| + 2 min 14 s \| \| 9e \| Jimmy Janssens \| Belgique \| Alpecin-Fenix \| + 2 min 17 s \| \| 10e \| Edward Planckaert \| Belgique \| Sport Vlaanderen-Baloise \| + 2 min 19 s \| \| 11e \| Valentin Madouas \| France \| Groupama-FDJ \| + 2 min 21 s \| \| 12e \| Xandro Meurisse \| Belgique \| Circus-Wanty Gobert \| + 2 min 22 s \| \| 13e \| Arthur Vichot \| France \| B&B Hotels-Vital Concept p/b KTM \| + 2 min 22 s \| \| 14e \| Anthony Perez \| France \| Cofidis \| + 2 min 28 s \| \| 15e \| Laurens Huys \| Belgique \| Bingoal-Wallonie Bruxelles \| + 2 min 33 s \| |                        |            |                                  |                  |
| |                        |            |                                  |                  |
| Source : ProCyclingStats |                        |            |                                  |                  |
| Classement général |                        |            |                                  |                  |
| Coureur | Coureur                | Pays       | Équipe                           | Temps            |
| 1er | Benoît Cosnefroy       | France     | AG2R La Mondiale                 | 14 h 39 min 57 s |
| 2e | Alberto Bettiol        | Italie     | EF Pro Cycling                   | + 13 s           |
| 3e | Alexys Brunel          | France     | Groupama-FDJ                     | + 14 s           |
| 4e | Kevin Geniets          | Luxembourg | Groupama-FDJ                     | + 1 min 02 s     |
| 5e | Lilian Calmejane       | France     | Total Direct Énergie             | + 1 min 05 s     |
| 6e | Aurélien Paret-Peintre | France     | AG2R La Mondiale                 | + 1 min 26 s     |
| 7e | Damien Touzé           | France     | Cofidis                          | + 1 min 45 s     |
| 8e | Aimé De Gendt          | Belgique   | Circus-Wanty Gobert              | + 2 min 14 s     |
| 9e | Jimmy Janssens         | Belgique   | Alpecin-Fenix                    | + 2 min 17 s     |
| 10e | Edward Planckaert      | Belgique   | Sport Vlaanderen-Baloise         | + 2 min 19 s     |
| 11e | Valentin Madouas       | France     | Groupama-FDJ                     | + 2 min 21 s     |
| 12e | Xandro Meurisse        | Belgique   | Circus-Wanty Gobert              | + 2 min 22 s     |
| 13e | Arthur Vichot          | France     | B&B Hotels-Vital Concept p/b KTM | + 2 min 22 s     |
| 14e | Anthony Perez          | France     | Cofidis                          | + 2 min 28 s     |
| 15e | Laurens Huys           | Belgique   | Bingoal-Wallonie Bruxelles       | + 2 min 33 s     |

### Classements annexes
| Classement par points | Classement par points | Classement par points | Classement par points | Classement par points |
| Coureur               | Coureur               | Pays                  | Équipe                | Points                |
| --------------------- | --------------------- | --------------------- | --------------------- | --------------------- |
| 1er                   | Magnus Cort Nielsen   | Danemark              | EF Pro Cycling        | 66 pts                |
| 2e                    | Benoît Cosnefroy      | France                | AG2R La Mondiale      | 47 pts                |
| 3e                    | Alexys Brunel         | France                | Groupama-FDJ          | 44 pts                |
| 4e                    | Alberto Bettiol       | Italie                | EF Pro Cycling        | 39 pts                |
| 5e                    | Ben O'Connor          | Australie             | NTT Pro Cycling       | 37 pts                |
| 6e                    | Edvald Boasson Hagen  | Norvège               | NTT Pro Cycling       | 31 pts                |
| 7e                    | Georg Zimmermann      | Allemagne             | CCC Team              | 28 pts                |
| 8e                    | Dries De Bondt        | Belgique              | Alpecin-Fenix         | 27 pts                |
| 9e                    | Tom Devriendt         | Belgique              | Circus-Wanty Gobert   | 25 pts                |
| 10e                   | Kamil Małecki         | Pologne               | CCC Team              | 22 pts                |

| Classement par points | Classement par points | Classement par points | Classement par points | Classement par points |
| Coureur               | Coureur               | Pays                  | Équipe                | Points                |
| --------------------- | --------------------- | --------------------- | --------------------- | --------------------- |
| 1er                   | Magnus Cort Nielsen   | Danemark              | EF Pro Cycling        | 66 pts                |
| 2e                    | Benoît Cosnefroy      | France                | AG2R La Mondiale      | 47 pts                |
| 3e                    | Alexys Brunel         | France                | Groupama-FDJ          | 44 pts                |
| 4e                    | Alberto Bettiol       | Italie                | EF Pro Cycling        | 39 pts                |
| 5e                    | Ben O'Connor          | Australie             | NTT Pro Cycling       | 37 pts                |
| 6e                    | Edvald Boasson Hagen  | Norvège               | NTT Pro Cycling       | 31 pts                |
| 7e                    | Georg Zimmermann      | Allemagne             | CCC Team              | 28 pts                |
| 8e                    | Dries De Bondt        | Belgique              | Alpecin-Fenix         | 27 pts                |
| 9e                    | Tom Devriendt         | Belgique              | Circus-Wanty Gobert   | 25 pts                |
| 10e                   | Kamil Małecki         | Pologne               | CCC Team              | 22 pts                |

| Classement de la montagne | Classement de la montagne | Classement de la montagne | Classement de la montagne        | Classement de la montagne |
| Coureur                   | Coureur                   | Pays                      | Équipe                           | Points                    |
| ------------------------- | ------------------------- | ------------------------- | -------------------------------- | ------------------------- |
| 1er                       | Georg Zimmermann          | Allemagne                 | CCC Team                         | 28 pts                    |
| 2e                        | Martí Márquez             | Espagne                   | Equipo Kern Pharma               | 22 pts                    |
| 3e                        | Simon Clarke              | Australie                 | EF Pro Cycling                   | 18 pts                    |
| 4e                        | Ben O'Connor              | Australie                 | NTT Pro Cycling                  | 14 pts                    |
| 5e                        | Maxime Cam                | France                    | B&B Hotels-Vital Concept p/b KTM | 14 pts                    |
| 6e                        | Benoît Cosnefroy          | France                    | AG2R La Mondiale                 | 12 pts                    |
| 7e                        | Pierre Latour             | France                    | AG2R La Mondiale                 | 10 pts                    |
| 8e                        | Dimitri Claeys            | Belgique                  | Cofidis                          | 10 pts                    |
| 9e                        | Kevin Geniets             | Luxembourg                | Groupama-FDJ                     | 10 pts                    |
| 10e                       | Kamil Małecki             | Pologne                   | CCC Team                         | 10 pts                    |

| Classement de la montagne | Classement de la montagne | Classement de la montagne | Classement de la montagne        | Classement de la montagne |
| Coureur                   | Coureur                   | Pays                      | Équipe                           | Points                    |
| ------------------------- | ------------------------- | ------------------------- | -------------------------------- | ------------------------- |
| 1er                       | Georg Zimmermann          | Allemagne                 | CCC Team                         | 28 pts                    |
| 2e                        | Martí Márquez             | Espagne                   | Equipo Kern Pharma               | 22 pts                    |
| 3e                        | Simon Clarke              | Australie                 | EF Pro Cycling                   | 18 pts                    |
| 4e                        | Ben O'Connor              | Australie                 | NTT Pro Cycling                  | 14 pts                    |
| 5e                        | Maxime Cam                | France                    | B&B Hotels-Vital Concept p/b KTM | 14 pts                    |
| 6e                        | Benoît Cosnefroy          | France                    | AG2R La Mondiale                 | 12 pts                    |
| 7e                        | Pierre Latour             | France                    | AG2R La Mondiale                 | 10 pts                    |
| 8e                        | Dimitri Claeys            | Belgique                  | Cofidis                          | 10 pts                    |
| 9e                        | Kevin Geniets             | Luxembourg                | Groupama-FDJ                     | 10 pts                    |
| 10e                       | Kamil Małecki             | Pologne                   | CCC Team                         | 10 pts                    |

| Classement du meilleur jeune | Classement du meilleur jeune | Classement du meilleur jeune | Classement du meilleur jeune | Classement du meilleur jeune |
| Coureur                      | Coureur                      | Pays                         | Équipe                       | Temps                        |
| ---------------------------- | ---------------------------- | ---------------------------- | ---------------------------- | ---------------------------- |
| 1er                          | Alexys Brunel                | France                       | Groupama-FDJ                 | 14 h 40 min 11 s             |
| 2e                           | Kevin Geniets                | Luxembourg                   | Groupama-FDJ                 | + 48 s                       |
| 3e                           | Laurens Huys                 | Belgique                     | Bingoal-Wallonie Bruxelles   | + 2 min 19 s                 |
| 4e                           | Daniel Méndez                | Colombie                     | Equipo Kern Pharma           | + 2 min 19 s                 |
| 5e                           | Thibault Guernalec           | France                       | Arkéa-Samsic                 | + 2 min 28 s                 |
| 6e                           | Mathieu Burgaudeau           | France                       | Total Direct Énergie         | + 2 min 58 s                 |
| 7e                           | Ibon Ruiz                    | Espagne                      | Equipo Kern Pharma           | + 3 min 22 s                 |
| 8e                           | Georg Zimmermann             | Allemagne                    | CCC Team                     | + 3 min 59 s                 |
| 9e                           | Biniam Girmay                | Érythrée                     | Nippo-Delko One Provence     | + 4 min 25 s                 |
| 10e                          | Quinn Simmons                | États-Unis                   | Trek-Segafredo               | + 5 min 08 s                 |

| Classement du meilleur jeune | Classement du meilleur jeune | Classement du meilleur jeune | Classement du meilleur jeune | Classement du meilleur jeune |
| Coureur                      | Coureur                      | Pays                         | Équipe                       | Temps                        |
| ---------------------------- | ---------------------------- | ---------------------------- | ---------------------------- | ---------------------------- |
| 1er                          | Alexys Brunel                | France                       | Groupama-FDJ                 | 14 h 40 min 11 s             |
| 2e                           | Kevin Geniets                | Luxembourg                   | Groupama-FDJ                 | + 48 s                       |
| 3e                           | Laurens Huys                 | Belgique                     | Bingoal-Wallonie Bruxelles   | + 2 min 19 s                 |
| 4e                           | Daniel Méndez                | Colombie                     | Equipo Kern Pharma           | + 2 min 19 s                 |
| 5e                           | Thibault Guernalec           | France                       | Arkéa-Samsic                 | + 2 min 28 s                 |
| 6e                           | Mathieu Burgaudeau           | France                       | Total Direct Énergie         | + 2 min 58 s                 |
| 7e                           | Ibon Ruiz                    | Espagne                      | Equipo Kern Pharma           | + 3 min 22 s                 |
| 8e                           | Georg Zimmermann             | Allemagne                    | CCC Team                     | + 3 min 59 s                 |
| 9e                           | Biniam Girmay                | Érythrée                     | Nippo-Delko One Provence     | + 4 min 25 s                 |
| 10e                          | Quinn Simmons                | États-Unis                   | Trek-Segafredo               | + 5 min 08 s                 |

| Classement par équipes | Classement par équipes           | Classement par équipes | Classement par équipes |
| Équipe                 | Équipe                           | Pays                   | Temps                  |
| ---------------------- | -------------------------------- | ---------------------- | ---------------------- |
| 1re                    | EF Pro Cycling                   | États-Unis             | 44 h 01 min 40 s       |
| 2e                     | AG2R La Mondiale                 | France                 | + 1 min 03 s           |
| 3e                     | Groupama-FDJ                     | France                 | + 1 min 21 s           |
| 4e                     | CCC Team                         | Pologne                | + 3 min 55 s           |
| 5e                     | Cofidis                          | France                 | + 4 min 27 s           |
| 6e                     | Alpecin-Fenix                    | Belgique               | + 6 min 04 s           |
| 7e                     | Total Direct Énergie             | France                 | + 6 min 32 s           |
| 8e                     | Arkéa-Samsic                     | France                 | + 6 min 57 s           |
| 9e                     | B&B Hotels-Vital Concept p/b KTM | France                 | + 7 min 27 s           |
| 10e                    | NTT Pro Cycling                  | Afrique du Sud         | + 9 min 33 s           |

| Classement par équipes | Classement par équipes           | Classement par équipes | Classement par équipes |
| Équipe                 | Équipe                           | Pays                   | Temps                  |
| ---------------------- | -------------------------------- | ---------------------- | ---------------------- |
| 1re                    | EF Pro Cycling                   | États-Unis             | 44 h 01 min 40 s       |
| 2e                     | AG2R La Mondiale                 | France                 | + 1 min 03 s           |
| 3e                     | Groupama-FDJ                     | France                 | + 1 min 21 s           |
| 4e                     | CCC Team                         | Pologne                | + 3 min 55 s           |
| 5e                     | Cofidis                          | France                 | + 4 min 27 s           |
| 6e                     | Alpecin-Fenix                    | Belgique               | + 6 min 04 s           |
| 7e                     | Total Direct Énergie             | France                 | + 6 min 32 s           |
| 8e                     | Arkéa-Samsic                     | France                 | + 6 min 57 s           |
| 9e                     | B&B Hotels-Vital Concept p/b KTM | France                 | + 7 min 27 s           |
| 10e                    | NTT Pro Cycling                  | Afrique du Sud         | + 9 min 33 s           |

## Classements UCI
La course attribue des points au Classement mondial UCI 2020 selon le barème suivant :
| Position           | 1er | 2e | 3e | 4e | 5e | 6e | 7e | 8e | 9e | 10e | 11e | 12e | 13e à 15e | 16e à 25e |
| Classement général | 125 | 85 | 70 | 60 | 50 | 40 | 35 | 30 | 25 | 20  | 15  | 10  | 5         | 3         |
| Par étapes         | 14  | 5  | 3  |    |    |    |    |    |    |     |     |     |           |           |
| Leader             | 3   |    |    |    |    |    |    |    |    |     |     |     |           |           |

## Évolution des classements
| Étape              | Vainqueur           | Classement général | Classement de la montagne | Classement par points | Classement des jeunes | Classement par équipes |
| ------------------ | ------------------- | ------------------ | ------------------------- | --------------------- | --------------------- | ---------------------- |
| 1                  | Alexys Brunel       | Alexys Brunel      | Georg Zimmermann          | Alexys Brunel         | Alexys Brunel         | Groupama-FDJ           |
| 2                  | Magnus Cort Nielsen | Alexys Brunel      | Georg Zimmermann          | Alexys Brunel         | Alexys Brunel         | Groupama-FDJ           |
| 3                  | Dries De Bondt      | Alexys Brunel      | Georg Zimmermann          | Magnus Cort Nielsen   | Alexys Brunel         | Groupama-FDJ           |
| 4                  | Ben O'Connor        | Benoît Cosnefroy   | Georg Zimmermann          | Magnus Cort Nielsen   | Alexys Brunel         | EF                     |
| 5                  | Alberto Bettiol     | Benoît Cosnefroy   | Georg Zimmermann          | Magnus Cort Nielsen   | Alexys Brunel         | EF                     |
| Classements finaux | Classements finaux  | Benoît Cosnefroy   | Georg Zimmermann          | Magnus Cort Nielsen   | Alexys Brunel         | EF                     |

## Liste des participants
| Cofidis COF | Cofidis COF          | Cofidis COF |
| ----------- | -------------------- | ----------- |
| Num         | Coureur              | Pos         |
| 1           | Nicolas Edet (FRA)   |             |
| 2           | Dimitri Claeys (BEL) |             |
| 3           | José Herrada (ESP)   |             |
| 4           | Emmanuel Morin (FRA) |             |
| 5           | Anthony Perez (FRA)  |             |
| 6           | Damien Touzé (FRA)   |             |
| 7           | Julien Vermote (BEL) |             |

| AG2R La Mondiale ALM | AG2R La Mondiale ALM         | AG2R La Mondiale ALM |
| -------------------- | ---------------------------- | -------------------- |
| Num                  | Coureur                      | Pos                  |
| 11                   | Pierre Latour (FRA)          |                      |
| 12                   | François Bidard (FRA)        |                      |
| 13                   | Benoît Cosnefroy (FRA)       |                      |
| 14                   | Alexis Gougeard (FRA)        |                      |
| 15                   | Clément Venturini (FRA)      |                      |
| 16                   | Aurélien Paret-Peintre (FRA) |                      |
| 17                   | Quentin Jauregui (FRA)       |                      |

| Trek-Segafredo TFS | Trek-Segafredo TFS       | Trek-Segafredo TFS |
| ------------------ | ------------------------ | ------------------ |
| Num                | Coureur                  | Pos                |
| 21                 | Alex Kirsch (LUX)        |                    |
| 22                 | Emīls Liepiņš (LAT)      |                    |
| 23                 | Jacopo Mosca (ITA)       |                    |
| 24                 | Matteo Moschetti (ITA)   |                    |
| 25                 | Ryan Mullen (IRL)        |                    |
| 26                 | Charlie Quarterman (GBR) |                    |
| 27                 | Quinn Simmons (USA)      |                    |

| Groupama-FDJ GFC | Groupama-FDJ GFC         | Groupama-FDJ GFC |
| ---------------- | ------------------------ | ---------------- |
| Num              | Coureur                  | Pos              |
| 31               | Valentin Madouas (FRA)   |                  |
| 32               | Alexys Brunel (FRA)      |                  |
| 33               | Kevin Geniets (LUX)      |                  |
| 34               | Matthieu Ladagnous (FRA) | AB-1             |
| 35               | Simon Guglielmi (FRA)    |                  |
| 36               | Olivier Le Gac (FRA)     |                  |
| 37               | Benjamin Thomas (FRA)    |                  |

| EF Pro Cycling EF1 | EF Pro Cycling EF1        | EF Pro Cycling EF1 |
| ------------------ | ------------------------- | ------------------ |
| Num                | Coureur                   | Pos                |
| 41                 | Sean Bennett (USA)        |                    |
| 42                 | Alberto Bettiol (ITA)     |                    |
| 43                 | Simon Clarke (AUS)        |                    |
| 44                 | Magnus Cort Nielsen (DEN) |                    |
| 45                 | Sebastian Langeveld (NED) |                    |
| 46                 | Logan Owen (USA)          |                    |
| 47                 | Julius van den Berg (NED) |                    |

| CCC Team CCC | CCC Team CCC                | CCC Team CCC |
| ------------ | --------------------------- | ------------ |
| Num          | Coureur                     | Pos          |
| 51           | Kamil Gradek (POL)          |              |
| 52           | Jonas Koch (GER)            |              |
| 53           | Kamil Małecki (POL)         |              |
| 54           | Jakub Mareczko (ITA)        |              |
| 55           | Michał Paluta (POL) (route) |              |
| 56           | Gijs Van Hoecke (BEL)       |              |
| 57           | Georg Zimmermann (GER)      |              |

| NTT Pro Cycling NTT | NTT Pro Cycling NTT        | NTT Pro Cycling NTT |
| ------------------- | -------------------------- | ------------------- |
| Num                 | Coureur                    | Pos                 |
| 61                  | Edvald Boasson Hagen (NOR) |                     |
| 62                  | Michael Gogl (AUT)         |                     |
| 63                  | Michael Valgren (DEN)      |                     |
| 64                  | Andreas Stokbro (DEN)      |                     |
| 65                  | Ben O'Connor (AUS)         |                     |
| 66                  | Jay Robert Thomson (RSA)   |                     |

| B&B Hotels-Vital Concept p/b KTM BVC | B&B Hotels-Vital Concept p/b KTM BVC | B&B Hotels-Vital Concept p/b KTM BVC |
| ------------------------------------ | ------------------------------------ | ------------------------------------ |
| Num                                  | Coureur                              | Pos                                  |
| 71                                   | Cyril Barthe (FRA)                   |                                      |
| 72                                   | Kris Boeckmans (BEL)                 |                                      |
| 73                                   | Maxime Cam (FRA)                     |                                      |
| 74                                   | Luca Mozzato (ITA)                   |                                      |
| 75                                   | Sebastian Schönberger (AUT)          |                                      |
| 76                                   | Arnaud Courteille (FRA)              |                                      |
| 77                                   | Arthur Vichot (FRA)                  |                                      |

| Sport Vlaanderen-Baloise SVB | Sport Vlaanderen-Baloise SVB | Sport Vlaanderen-Baloise SVB |
| ---------------------------- | ---------------------------- | ---------------------------- |
| Num                          | Coureur                      | Pos                          |
| 81                           | Lindsay De Vylder (BEL)      |                              |
| 82                           | Robbe Ghys (BEL)             |                              |
| 83                           | Thimo Willems (BEL)          |                              |
| 84                           | Edward Planckaert (BEL)      |                              |
| 85                           | Kenneth Van Rooy (BEL)       |                              |
| 86                           | Jordi Warlop (BEL)           | AB-1                         |
| 87                           | Sasha Weemaes (BEL)          |                              |

| Arkéa-Samsic ARK | Arkéa-Samsic ARK         | Arkéa-Samsic ARK |
| ---------------- | ------------------------ | ---------------- |
| Num              | Coureur                  | Pos              |
| 91               | Diego Rosa (ITA)         |                  |
| 92               | Romain Le Roux (FRA)     |                  |
| 93               | Thomas Boudat (FRA)      |                  |
| 94               | Thibault Guernalec (FRA) |                  |
| 95               | Clément Russo (FRA)      |                  |
| 96               | Romain Hardy (FRA)       |                  |
| 97               | Alan Riou (FRA)          |                  |

| Bingoal-Wallonie Bruxelles WVA | Bingoal-Wallonie Bruxelles WVA | Bingoal-Wallonie Bruxelles WVA |
| ------------------------------ | ------------------------------ | ------------------------------ |
| Num                            | Coureur                        | Pos                            |
| 101                            | Sean De Bie (BEL)              |                                |
| 102                            | Laurens Huys (BEL)             |                                |
| 103                            | Eliot Lietaer (BEL)            |                                |
| 104                            | Ludovic Robeet (BEL)           |                                |
| 105                            | Franklin Six (BEL)             |                                |
| 106                            | Luc Wirtgen (LUX)              |                                |
| 107                            | Lionel Taminiaux (BEL)         |                                |

| Nippo-Delko One Provence NDP | Nippo-Delko One Provence NDP | Nippo-Delko One Provence NDP |
| ---------------------------- | ---------------------------- | ---------------------------- |
| Num                          | Coureur                      | Pos                          |
| 111                          | Pierre Barbier (FRA)         |                              |
| 112                          | Fumiyuki Beppu (JPN)         |                              |
| 113                          | Alessandro Fedeli (ITA)      |                              |
| 114                          | Mauro Finetto (ITA)          |                              |
| 115                          | Biniam Girmay (ERI)          |                              |
| 116                          | José Gonçalves (POR)         |                              |
| 117                          | Atsushi Oka (JPN)            |                              |

| Circus-Wanty Gobert CWG | Circus-Wanty Gobert CWG | Circus-Wanty Gobert CWG |
| ----------------------- | ----------------------- | ----------------------- |
| Num                     | Coureur                 | Pos                     |
| 121                     | Alfdan De Decker (BEL)  |                         |
| 122                     | Aimé De Gendt (BEL)     |                         |
| 123                     | Jasper De Plus (BEL)    |                         |
| 124                     | Tom Devriendt (BEL)     |                         |
| 125                     | Xandro Meurisse (BEL)   |                         |
| 126                     | Boy van Poppel (NED)    |                         |
| 127                     | Danny van Poppel (NED)  |                         |

| Alpecin-Fenix AFC | Alpecin-Fenix AFC          | Alpecin-Fenix AFC |
| ----------------- | -------------------------- | ----------------- |
| Num               | Coureur                    | Pos               |
| 131               | Dries De Bondt (BEL)       |                   |
| 132               | Alexander Krieger (GER)    |                   |
| 133               | Senne Leysen (BEL)         |                   |
| 134               | Roy Jans (BEL)             |                   |
| 135               | Jimmy Janssens (BEL)       |                   |
| 136               | Alexandar Richardson (GBR) |                   |
| 137               | Scott Thwaites (GBR)       |                   |

| Total Direct Énergie TDE | Total Direct Énergie TDE | Total Direct Énergie TDE |
| ------------------------ | ------------------------ | ------------------------ |
| Num                      | Coureur                  | Pos                      |
| 141                      | Mathieu Burgaudeau (FRA) |                          |
| 142                      | Lilian Calmejane (FRA)   |                          |
| 143                      | Jérôme Cousin (FRA)      |                          |
| 144                      | Jonathan Hivert (FRA)    |                          |
| 145                      | Lorrenzo Manzin (FRA)    |                          |
| 146                      | Paul Ourselin (FRA)      |                          |
| 147                      | Anthony Turgis (FRA)     |                          |

| Saint Michel-Auber 93 AUB | Saint Michel-Auber 93 AUB | Saint Michel-Auber 93 AUB |
| ------------------------- | ------------------------- | ------------------------- |
| Num                       | Coureur                   | Pos                       |
| 151                       | Bryan Alaphilippe (FRA)   |                           |
| 152                       | Morne van Niekerk (RSA)   |                           |
| 153                       | Adrien Guillonnet (FRA)   |                           |
| 154                       | Tony Hurel (FRA)          |                           |
| 155                       | Anthony Maldonado (FRA)   |                           |
| 156                       | Baptiste Bleier (FRA)     |                           |
| 157                       | Flavien Maurelet (FRA)    |                           |

| Equipo Kern Pharma EKP | Equipo Kern Pharma EKP | Equipo Kern Pharma EKP |
| ---------------------- | ---------------------- | ---------------------- |
| Num                    | Coureur                | Pos                    |
| 161                    | Roger Adrià (ESP)      |                        |
| 162                    | Francisco Galván (ESP) |                        |
| 163                    | Martí Márquez (ESP)    |                        |
| 164                    | Martín Bouzas (ESP)    |                        |
| 165                    | Daniel Méndez (COL)    |                        |
| 166                    | Ibon Ruiz (ESP)        |                        |
| 167                    | Sergio Tu (TPE)        | AB-1                   |

| Natura4Ever-Roubaix Lille Métropole NRL | Natura4Ever-Roubaix Lille Métropole NRL | Natura4Ever-Roubaix Lille Métropole NRL |
| --------------------------------------- | --------------------------------------- | --------------------------------------- |
| Num                                     | Coureur                                 | Pos                                     |
| 171                                     | Christophe Masson (FRA)                 |                                         |
| 172                                     | Tom Dernies (BEL)                       |                                         |
| 173                                     | Julien Antomarchi (FRA)                 |                                         |
| 174                                     | Samuel Leroux (FRA)                     |                                         |
| 175                                     | Jordan Levasseur (FRA)                  |                                         |
| 176                                     | Jérémy Leveau (FRA)                     |                                         |
| 177                                     | Emiel Vermeulen (BEL)                   |                                         |

| Beltrami TSA-Marchiol BTM | Beltrami TSA-Marchiol BTM | Beltrami TSA-Marchiol BTM |
| ------------------------- | ------------------------- | ------------------------- |
| Num                       | Coureur                   | Pos                       |
| 181                       | Filippo Baroncini (ITA)   |                           |
| 182                       | Gregorio Ferri (ITA)      |                           |
| 183                       | Marco Grendene (ITA)      |                           |
| 184                       | Massimo Orlandi (ITA)     |                           |
| 185                       | Nicolò Parisini (ITA)     |                           |
| 186                       | Thomas Pesenti (ITA)      |                           |
| 187                       | Matúš Štoček (SVK)        |                           |

| Cambodia Cycling Academy CCA | Cambodia Cycling Academy CCA | Cambodia Cycling Academy CCA |
| ---------------------------- | ---------------------------- | ---------------------------- |
| Num                          | Coureur                      | Pos                          |
| 191                          | Samy Aurignac (FRA)          |                              |
| 192                          | Florian Dumourier (FRA)      |                              |
| 193                          | Gabriel Muller (FRA)         | AB-1                         |
| 194                          | Florian Hudry (FRA)          |                              |
| 195                          | Antoine Berlin (MON)         | AB-1                         |
| 196                          | Matvey Mamykin (RUS)         | AB-1                         |
| 197                          | Roman Maikin (RUS)           |                              |

| Cofidis COF | Cofidis COF          | Cofidis COF |
| ----------- | -------------------- | ----------- |
| Num         | Coureur              | Pos         |
| 1           | Nicolas Edet (FRA)   |             |
| 2           | Dimitri Claeys (BEL) |             |
| 3           | José Herrada (ESP)   |             |
| 4           | Emmanuel Morin (FRA) |             |
| 5           | Anthony Perez (FRA)  |             |
| 6           | Damien Touzé (FRA)   |             |
| 7           | Julien Vermote (BEL) |             |

| AG2R La Mondiale ALM | AG2R La Mondiale ALM         | AG2R La Mondiale ALM |
| -------------------- | ---------------------------- | -------------------- |
| Num                  | Coureur                      | Pos                  |
| 11                   | Pierre Latour (FRA)          |                      |
| 12                   | François Bidard (FRA)        |                      |
| 13                   | Benoît Cosnefroy (FRA)       |                      |
| 14                   | Alexis Gougeard (FRA)        |                      |
| 15                   | Clément Venturini (FRA)      |                      |
| 16                   | Aurélien Paret-Peintre (FRA) |                      |
| 17                   | Quentin Jauregui (FRA)       |                      |

| Trek-Segafredo TFS | Trek-Segafredo TFS       | Trek-Segafredo TFS |
| ------------------ | ------------------------ | ------------------ |
| Num                | Coureur                  | Pos                |
| 21                 | Alex Kirsch (LUX)        |                    |
| 22                 | Emīls Liepiņš (LAT)      |                    |
| 23                 | Jacopo Mosca (ITA)       |                    |
| 24                 | Matteo Moschetti (ITA)   |                    |
| 25                 | Ryan Mullen (IRL)        |                    |
| 26                 | Charlie Quarterman (GBR) |                    |
| 27                 | Quinn Simmons (USA)      |                    |

| Groupama-FDJ GFC | Groupama-FDJ GFC         | Groupama-FDJ GFC |
| ---------------- | ------------------------ | ---------------- |
| Num              | Coureur                  | Pos              |
| 31               | Valentin Madouas (FRA)   |                  |
| 32               | Alexys Brunel (FRA)      |                  |
| 33               | Kevin Geniets (LUX)      |                  |
| 34               | Matthieu Ladagnous (FRA) | AB-1             |
| 35               | Simon Guglielmi (FRA)    |                  |
| 36               | Olivier Le Gac (FRA)     |                  |
| 37               | Benjamin Thomas (FRA)    |                  |

| EF Pro Cycling EF1 | EF Pro Cycling EF1        | EF Pro Cycling EF1 |
| ------------------ | ------------------------- | ------------------ |
| Num                | Coureur                   | Pos                |
| 41                 | Sean Bennett (USA)        |                    |
| 42                 | Alberto Bettiol (ITA)     |                    |
| 43                 | Simon Clarke (AUS)        |                    |
| 44                 | Magnus Cort Nielsen (DEN) |                    |
| 45                 | Sebastian Langeveld (NED) |                    |
| 46                 | Logan Owen (USA)          |                    |
| 47                 | Julius van den Berg (NED) |                    |

| CCC Team CCC | CCC Team CCC                | CCC Team CCC |
| ------------ | --------------------------- | ------------ |
| Num          | Coureur                     | Pos          |
| 51           | Kamil Gradek (POL)          |              |
| 52           | Jonas Koch (GER)            |              |
| 53           | Kamil Małecki (POL)         |              |
| 54           | Jakub Mareczko (ITA)        |              |
| 55           | Michał Paluta (POL) (route) |              |
| 56           | Gijs Van Hoecke (BEL)       |              |
| 57           | Georg Zimmermann (GER)      |              |

| NTT Pro Cycling NTT | NTT Pro Cycling NTT        | NTT Pro Cycling NTT |
| ------------------- | -------------------------- | ------------------- |
| Num                 | Coureur                    | Pos                 |
| 61                  | Edvald Boasson Hagen (NOR) |                     |
| 62                  | Michael Gogl (AUT)         |                     |
| 63                  | Michael Valgren (DEN)      |                     |
| 64                  | Andreas Stokbro (DEN)      |                     |
| 65                  | Ben O'Connor (AUS)         |                     |
| 66                  | Jay Robert Thomson (RSA)   |                     |

| B&B Hotels-Vital Concept p/b KTM BVC | B&B Hotels-Vital Concept p/b KTM BVC | B&B Hotels-Vital Concept p/b KTM BVC |
| ------------------------------------ | ------------------------------------ | ------------------------------------ |
| Num                                  | Coureur                              | Pos                                  |
| 71                                   | Cyril Barthe (FRA)                   |                                      |
| 72                                   | Kris Boeckmans (BEL)                 |                                      |
| 73                                   | Maxime Cam (FRA)                     |                                      |
| 74                                   | Luca Mozzato (ITA)                   |                                      |
| 75                                   | Sebastian Schönberger (AUT)          |                                      |
| 76                                   | Arnaud Courteille (FRA)              |                                      |
| 77                                   | Arthur Vichot (FRA)                  |                                      |

| Sport Vlaanderen-Baloise SVB | Sport Vlaanderen-Baloise SVB | Sport Vlaanderen-Baloise SVB |
| ---------------------------- | ---------------------------- | ---------------------------- |
| Num                          | Coureur                      | Pos                          |
| 81                           | Lindsay De Vylder (BEL)      |                              |
| 82                           | Robbe Ghys (BEL)             |                              |
| 83                           | Thimo Willems (BEL)          |                              |
| 84                           | Edward Planckaert (BEL)      |                              |
| 85                           | Kenneth Van Rooy (BEL)       |                              |
| 86                           | Jordi Warlop (BEL)           | AB-1                         |
| 87                           | Sasha Weemaes (BEL)          |                              |

| Arkéa-Samsic ARK | Arkéa-Samsic ARK         | Arkéa-Samsic ARK |
| ---------------- | ------------------------ | ---------------- |
| Num              | Coureur                  | Pos              |
| 91               | Diego Rosa (ITA)         |                  |
| 92               | Romain Le Roux (FRA)     |                  |
| 93               | Thomas Boudat (FRA)      |                  |
| 94               | Thibault Guernalec (FRA) |                  |
| 95               | Clément Russo (FRA)      |                  |
| 96               | Romain Hardy (FRA)       |                  |
| 97               | Alan Riou (FRA)          |                  |

| Bingoal-Wallonie Bruxelles WVA | Bingoal-Wallonie Bruxelles WVA | Bingoal-Wallonie Bruxelles WVA |
| ------------------------------ | ------------------------------ | ------------------------------ |
| Num                            | Coureur                        | Pos                            |
| 101                            | Sean De Bie (BEL)              |                                |
| 102                            | Laurens Huys (BEL)             |                                |
| 103                            | Eliot Lietaer (BEL)            |                                |
| 104                            | Ludovic Robeet (BEL)           |                                |
| 105                            | Franklin Six (BEL)             |                                |
| 106                            | Luc Wirtgen (LUX)              |                                |
| 107                            | Lionel Taminiaux (BEL)         |                                |

| Nippo-Delko One Provence NDP | Nippo-Delko One Provence NDP | Nippo-Delko One Provence NDP |
| ---------------------------- | ---------------------------- | ---------------------------- |
| Num                          | Coureur                      | Pos                          |
| 111                          | Pierre Barbier (FRA)         |                              |
| 112                          | Fumiyuki Beppu (JPN)         |                              |
| 113                          | Alessandro Fedeli (ITA)      |                              |
| 114                          | Mauro Finetto (ITA)          |                              |
| 115                          | Biniam Girmay (ERI)          |                              |
| 116                          | José Gonçalves (POR)         |                              |
| 117                          | Atsushi Oka (JPN)            |                              |

| Circus-Wanty Gobert CWG | Circus-Wanty Gobert CWG | Circus-Wanty Gobert CWG |
| ----------------------- | ----------------------- | ----------------------- |
| Num                     | Coureur                 | Pos                     |
| 121                     | Alfdan De Decker (BEL)  |                         |
| 122                     | Aimé De Gendt (BEL)     |                         |
| 123                     | Jasper De Plus (BEL)    |                         |
| 124                     | Tom Devriendt (BEL)     |                         |
| 125                     | Xandro Meurisse (BEL)   |                         |
| 126                     | Boy van Poppel (NED)    |                         |
| 127                     | Danny van Poppel (NED)  |                         |

| Alpecin-Fenix AFC | Alpecin-Fenix AFC          | Alpecin-Fenix AFC |
| ----------------- | -------------------------- | ----------------- |
| Num               | Coureur                    | Pos               |
| 131               | Dries De Bondt (BEL)       |                   |
| 132               | Alexander Krieger (GER)    |                   |
| 133               | Senne Leysen (BEL)         |                   |
| 134               | Roy Jans (BEL)             |                   |
| 135               | Jimmy Janssens (BEL)       |                   |
| 136               | Alexandar Richardson (GBR) |                   |
| 137               | Scott Thwaites (GBR)       |                   |

| Total Direct Énergie TDE | Total Direct Énergie TDE | Total Direct Énergie TDE |
| ------------------------ | ------------------------ | ------------------------ |
| Num                      | Coureur                  | Pos                      |
| 141                      | Mathieu Burgaudeau (FRA) |                          |
| 142                      | Lilian Calmejane (FRA)   |                          |
| 143                      | Jérôme Cousin (FRA)      |                          |
| 144                      | Jonathan Hivert (FRA)    |                          |
| 145                      | Lorrenzo Manzin (FRA)    |                          |
| 146                      | Paul Ourselin (FRA)      |                          |
| 147                      | Anthony Turgis (FRA)     |                          |

| Saint Michel-Auber 93 AUB | Saint Michel-Auber 93 AUB | Saint Michel-Auber 93 AUB |
| ------------------------- | ------------------------- | ------------------------- |
| Num                       | Coureur                   | Pos                       |
| 151                       | Bryan Alaphilippe (FRA)   |                           |
| 152                       | Morne van Niekerk (RSA)   |                           |
| 153                       | Adrien Guillonnet (FRA)   |                           |
| 154                       | Tony Hurel (FRA)          |                           |
| 155                       | Anthony Maldonado (FRA)   |                           |
| 156                       | Baptiste Bleier (FRA)     |                           |
| 157                       | Flavien Maurelet (FRA)    |                           |

| Equipo Kern Pharma EKP | Equipo Kern Pharma EKP | Equipo Kern Pharma EKP |
| ---------------------- | ---------------------- | ---------------------- |
| Num                    | Coureur                | Pos                    |
| 161                    | Roger Adrià (ESP)      |                        |
| 162                    | Francisco Galván (ESP) |                        |
| 163                    | Martí Márquez (ESP)    |                        |
| 164                    | Martín Bouzas (ESP)    |                        |
| 165                    | Daniel Méndez (COL)    |                        |
| 166                    | Ibon Ruiz (ESP)        |                        |
| 167                    | Sergio Tu (TPE)        | AB-1                   |

| Natura4Ever-Roubaix Lille Métropole NRL | Natura4Ever-Roubaix Lille Métropole NRL | Natura4Ever-Roubaix Lille Métropole NRL |
| --------------------------------------- | --------------------------------------- | --------------------------------------- |
| Num                                     | Coureur                                 | Pos                                     |
| 171                                     | Christophe Masson (FRA)                 |                                         |
| 172                                     | Tom Dernies (BEL)                       |                                         |
| 173                                     | Julien Antomarchi (FRA)                 |                                         |
| 174                                     | Samuel Leroux (FRA)                     |                                         |
| 175                                     | Jordan Levasseur (FRA)                  |                                         |
| 176                                     | Jérémy Leveau (FRA)                     |                                         |
| 177                                     | Emiel Vermeulen (BEL)                   |                                         |

| Beltrami TSA-Marchiol BTM | Beltrami TSA-Marchiol BTM | Beltrami TSA-Marchiol BTM |
| ------------------------- | ------------------------- | ------------------------- |
| Num                       | Coureur                   | Pos                       |
| 181                       | Filippo Baroncini (ITA)   |                           |
| 182                       | Gregorio Ferri (ITA)      |                           |
| 183                       | Marco Grendene (ITA)      |                           |
| 184                       | Massimo Orlandi (ITA)     |                           |
| 185                       | Nicolò Parisini (ITA)     |                           |
| 186                       | Thomas Pesenti (ITA)      |                           |
| 187                       | Matúš Štoček (SVK)        |                           |

| Cambodia Cycling Academy CCA | Cambodia Cycling Academy CCA | Cambodia Cycling Academy CCA |
| ---------------------------- | ---------------------------- | ---------------------------- |
| Num                          | Coureur                      | Pos                          |
| 191                          | Samy Aurignac (FRA)          |                              |
| 192                          | Florian Dumourier (FRA)      |                              |
| 193                          | Gabriel Muller (FRA)         | AB-1                         |
| 194                          | Florian Hudry (FRA)          |                              |
| 195                          | Antoine Berlin (MON)         | AB-1                         |
| 196                          | Matvey Mamykin (RUS)         | AB-1                         |
| 197                          | Roman Maikin (RUS)           |                              |